# Baráthosi Balogh Benedek
Baráthosi Balogh Benedek (Lécfalva, 1870. április 4. – Budapest, 1945. február 3.) néprajzkutató és közíró.

## Élete
Apja a földbirtokos Balogh Zsigmond, anyja torboszlói Beretzki Ilona. Székelykeresztúron, Nagyenyeden, Budapesten és Kolozsváron tanult, igyekezett ugyanazokat az iskolákat elvégezni, mint példaképe, Kőrösi Csoma Sándor. 1892 és 1897 között a Wesselényi család házitanítója volt. Később a fővárosban megbízott, majd segéd, aztán rendes tanító, végül polgári iskolai tanár lett, s 1917-ben igazgató.
Gyűjtőútjai során bejárta Ázsia és Európa jelentős részét. 1913-ban a Magyar Nemzeti Múzeum, a Hamburgi Néprajzi Múzeum és a Berlini Egyetem fonetikai osztálya szervezett neki közösen egy 3 éves expedíciót. Halálát asztma, szívgyengeség okozta. Felesége Wawrek Sarolta volt.
A Dai Nippon 3 kötete számít első műveinek, 1906-ban jelent meg 1500 példányban. Ennek újabb kiadása, Kelet csodái címmel még az évben megjelent, 50 000 példányban. 1926-ban kezdték kiadni a Baráthosi Turáni Könyvei című 24 kötetre tervezett sorozatot, 1931-ben már 13 meg is jelent belőle, a következő években pedig további 5 került kiadásra. Kötetei szinte kizárólag a kutatóútjairól szólnak és az azokból leszűrt következtetésekről.

## Művei
- Aranyos-Rákosi Székely Sándor: A székelyek Erdélyben. Hősköltemény három énekben. Bevezetéssel ellátta és sajtó alá rendezte Barátosi Balogh Benedek. Lampel Róbert (Wodianer Ferenc és Fiai) Császári és Királyi Könyvkereskedése, Budapest, 1905. (Magyar Könyvtár)
- Dai Nippon. Kelet csodái. Magyar Kereskedelmi Közlöny Hirlap és Könyvkiadóvállalat, Budapest, é. n. [1906]
- Séta a világ körül. Magyar Kereskedelmi Közlöny Hirlap és Könyvkiadóvállalat, Budapest, é. n. [1907]
- Három székely diák kalandos utazása a föld körül. Magyar Kereskedelmi Közlöny Hirlap és Könyvkiadóvállalat, Budapest, é. n. [1910 k.]

### Baráthosi Turáni Könyvei-sorozat
- 1. Turáni regék és mondák a világ teremtéséről, 1926.
- 2. Bolyongások a mandsur népek között, 1927.
- 3. Khina lelke, 1927.
- 4. Szuomi-Eszti, finn-észt testvérföldön, 1927.
- 5. Vázlatok a török testvéreink történetéből, 1928.
- 6. Japán földi bolyongások, 1928.
- 7. Szumérok, szittyák, ősturánok, 1929.
- 8. Korea, a hajnalpír országa, 1929.
- 9. Khinai vizeken, 1930.
- 10. Japán a felkelő nap országa, 1930.
- 11. Mongolok, burjátok, 1930.
- 12. A hunok három világbirodalma, 1930.
- 13. Déli turánok (Indiák, Tibet, Előázsia), 1930.
- 14. Hun utódok, elpusztult hunos véreink, 1931.
- 15. Kisebb finnugor véreink, 1931.
- 16. Baskirok, tatárok, 1932.
- 17. A magyar nemzet igazi története: A magyarság kigyilkolása a Habsburgok alatt, 1937.
- 18. Kisebb törökös véreink: bolgárok, 1942.

## További információ
- Csoma Mózes írása Barátosi-Balogh Benedek: A Csoszon-dinasztia végnapjait élő Koreai-félszigetről c. művéről –  Távol-keleti Tanulmányok 2009/1. (111–124. oldal)
- Baráthosi összes turáni könyve I-II.